# Shule
Shule (chiń. 疏勒县; pinyin: Shūlè Xiàn; ujg. قەشقەر يېڭىشەھەر ناھىيىسى, Qeshqer Yéngisheher Nahiyisi) – powiat w zachodnich Chinach, w regionie autonomicznym Sinciang, w prefekturze Kaszgar. W 2000 roku liczył 284 853 mieszkańców.